# Isala punctata
Isala punctata là một loài nhện trong họ Thomisidae. Chúng được Ludwig Carl Christian Koch miêu tả năm 1876.